# Улица Новинки
Улица Нови́нки — улица в районе Нагатинский Затон Южного административного округа города Москвы. Проходит от проспекта Андропова до Кленового бульвара. К югу от неё отходят Большая и Коломенская улицы. Нумерация домов ведётся от проспекта Андропова.

## Происхождение названия и история
Название дано по бывшей деревне Новинки, находившейся до 1960-х годов недалеко, но не совсем в районе нынешней улицы, а несколько севернее, где проходит линия трамвая в начале Судостроительной улицы. В районе же улицы Новинки находилось село Коломенское, остатки которого были ликвидированы в конце 1980-х.
Деревня Новинки до конца XIX века (а частично и позже), равно как и Коломенское, была в значительной мере старообрядческой (неокружников).

## Здания и сооружения

### по нечётной стороне
По нечётной стороне идут типовые бетонно-блочные многоэтажные дома, построенные в 1960-е — 1970-е годы.
- № 3 —
- № 5 —
- № 7 —
- № 9 —
- № 11, корп. 2 — детский сад № 532.
- № 13 — жилой дом, в доме также находится контора нотариуса Мельниковой Валентины Ивановны.
- № 15 —
- № 17 —
- № 19 —
- № 19Б — детские ясли-сад № 623.
- № 19, корп. 2 — детские ясли-сад № 484.
- № 21 —
- № 21, корп. 2 — на первом этаже дома размещаются РЭУ-32.
- № 23, корп. 2 —
- № 25 —
- № 27, корп. 1 —
- № 29 —
- № 31 — жилой дом, на первом этаже дома размещаются аптека «Ригла», продуктовый магазин, салон красоты.

### по чётной стороне
- № 4 — жилой дом
- № 4, корп. 2 —
- № 6, корп. 1 —
- № 6, корп. 2 — жилой дом
- № 8 — школа № 838, «Чибис» — центр обучения «скорочтению».

За несколькими типовыми многоквартирными жилыми домами и зданием школы (дом № 8) далее по чётной стороне улицы проходит северная граница музея-заповедника «Коломенское».

## Транспорт

### Станции метро
- Коломенская
- Кленовый бульвар

### Наземный транспорт
| м19:  | Якорная улица • Коломенская • Нахимовский проспект • Профсоюзная • Университет • Ломоносовский проспект |
| с811: | Нагатинский Затон • Коломенская • Нагатинская • 1-й Нагатинский проезд                                  |
| 824:  | Нагатинский Затон • Кленовый бульвар • Коломенская • Кленовый бульвар                                   |
| с856: | Нагатинский Затон • Кленовый бульвар • Коломенская • Технопарк • Таганская • Котельническая набережная  |

«→» — остановки проходятся только при движении в прямом направлении; «←» — остановки проходятся только при движении в обратном направлении.